# أناستاسيا شبيلفايا
أناستاسيا أندريفنا شبيلفايا (الروسية: Анастасия Андреевна Шпилевая ؛ من مواليد 26 يونيو 1999) لاعبة تزلج على الجليد سابقة روسية مع شريكها السابق في التزلج ، غريغوري سميرنوف ، هي بطلة بافاريا المفتوحة لعام 2019 ، والبطلة الأولمبية للشباب 2016 ، والبطلة الوطنية الروسية للناشئين لعام 2017.